# Albanés gheg
El guego o gheg es uno de los dos bloques dialectales del albanés. El otro es el tosco, que es la principal base del idioma albanés. La línea divisoria entre estos dos dialectos es el río Shkumbin.
El guego es hablado en el norte de Albania, en parte de Macedonia del Norte y Montenegro, y por los albaneses en Kosovo y Serbia (mayormente en las ciudades de Presevo, Bujanovac y Medvedja).
El guego no tiene estatus oficial como lengua escrita en ningún país. Las publicaciones en Kosovo y Macedonia del Norte se encuentran en albanés estándar, que está basado en el dialecto tosco. Sin embargo, algunos autores siguen escribiendo en el dialecto guego. 

## Dialectos
El guego tiene varios dialectos, que se agrupan en dos grupos:

### Guego meridional
- Guego meridional: Condados de Durrës, Elbasan y Tirana, y en el oeste de Macedonia del Norte.
- Guego central: Mirditë, Krujë y Burrel.

### Guego septentrional
- Guego oriental: Este de Albania (Peshkopi) y oeste de Macedonia del Norte (Debar, Tetovo, Kičevo, Gostivar, Veles, Kruševo, Prilep)
- Guego nororiental: Skopje, Kumanovo, Kačanik, Dragaš, Gnjilane, Preševo, Bujanovac.
- Guego septentrional: Pristina, Kosovska Mitrovica, Podujevo, Medveđa y territorios poblados por albaneses de Niš Sanjak (Niš, Vranje, Toplica).
- Guego noroccidental: Shkodër, Vermosh, Selcë, Vukël, Lëpushë, Nikç, Tamarë, Tuzi, Ulcinj, Bar, Plav, Gusinje, Peć, Đakovica, Prizren